# 물건
물건(物件)이란 대한민국, 일본, 독일 등 일부 대륙법계의 법역(法域)에 있어서, 법률상, 물권 또는 소유권의 객체를 나타내는 개념으로, 그 주체인 인(자연인 또는 법인)에 대한 개념이다. 유체물에 한하는가 무체물을 포함하는가에 대해서는 법역에 따라 다르다. 유사한 개념으로서, "재산"(property)이라는 단어를 사용하는 법역(프랑스, 퀘벡주 등)도 있다. 또한 영미법에 있어서도, 유사한 의미로 사용되는 것이 있다.

## 정의
일본 민법은 "이 법률에서 "물건"이라 함은 유체물을 말한다"고 규정한다. (민법 제85조) 대한민국 민법에서는 더 나아가, "물건이란 민법 상 물권의 객체가 되는 유체물 및 전기 기타 관리할 수 있는 자연력"을 말한다.(제98조)
물건이 법률상 문제로 되는 이유는 권리의 객체(客體)라는 점에 있다. 인(人)이 권리의 주체로 되어 있는 데 대하여 대응하는 것이다. 그리고 물건은 특히 물권(物權)에 있어서 중요한 의의를 갖는다. 물권은 물건을 직접 또 배타적으로 지배하는 강력하고 확고한 권리이기 때문이다. 물론 권리의 객체는 물건에 한하지 않는다. 예컨대 물권에서도 권리질(權利質)과 같이 권리 위에 물권이 인정되는 경우도 있으며, 또 채권(債權)은 사람의 행위를 목적으로 하며 더욱이 인격권과 같이 사람의 생명·신체·자유·명예 등을 목적으로 하는 권리도 있다. 그러나 민법은 권리의 객체 일반에 관한 규정은 두지 않았다. 다만 권리의 객체의 하나인 물건에 관하여 규정하고 있을 뿐이다. 그리고 민법은 물건을 '본법에서 물건이라 함은 유체물(有體物) 및 전기(電氣) 기타 관리할 수 있는 자연력을 말한다'(98조)고 정의하고 있다. 다시 말하면 물건은 유체물이거나 또는 관리 가능한 자연력일 것, 관리가 가능할 것, 외계(外界)의 일부일 것, 독립한 물건일 것 등의 조건을 갖추어야 한다.

## 대한민국
물건에는 '유체물'과 '무체물(無體物)'의 두 가지가 있다. 유체물은 공간의 일부를 차지하고 사람의 5감(五感)에 의하여 지각할 수 있는 형태를 가지는 물질, 즉 고체(固體)·액체(液體)·기체(氣體)를 말한다. 유체물에 대하여 전기(電氣)·열(熱)·광(光)·음향(音響)·향기(香氣)·에너지 등의 자연력과 같이 형태는 없고 다만 사고(思考)상의 존재에 지나지 않는 것은 무체물이다. 따라서 권리도 무체물의 전형적(典型的)인 것이다. 대한민국 민법은 유체물뿐만 아니라 무체물도 물건 속에 포함시키고 있다. 그러나 모든 무체물이 물건은 아니며 '관리할 수 있는 자연력'만이 법률상의 물건 속에 포함된다. 관리할 수 있다는 것은 배타적 지배(排他的支配)가 가능하다는 것을 의미하며 이것은 유체물에 관하여도 요구되는 요건이다. 그러므로 민법상의 물건을 법률상의 배타적 지배가 가능한 유체물과 무체물 가운데의 자연력이라고 할 수 있다. 지배 내지 관리할 수 없는 물건은 이를 법률상 사용·수익(收益)·처분할 수 없으므로 권리의 객체가 될 수 없다. 98조는 무체물인 자연력에 관하여 이를 명시하고 있는데 유체물에 관하여도 마찬가지이다. 따라서 해(日)·달(月)·공기(空氣) 등은 유체물이지만 법률상의 물건의 개념에서 제외된다. 또 대기(大氣) 속에 방송되는 전파(電波)와 같이 배타적 지배가능성·관리가능성이라는 것은 상대적인 것으로 시대에 따라 변천하고 있다.

### 물건의 종류

#### 동산과 부동산
동산은 움직이는 물건이며, 부동산은 동산이 아닌 물건, 즉 움직이지 않는 물건이다. 다만 물리적으로 움직이는 것이 전혀 불가능한 것이 아니더라도 사회적 통념으로 움직이는 데에 상당한 시간과 비용이 소요되는 것은 부동산으로 분류된다. 동산은 공시 방법으로 점유를, 부동산은 등기를 취한다. 민법상의 부동산에 해당하는 건축물이려면 최소한의 기둥과 지붕 그리고 주벽이 있어야 한다.

#### 특정물과 불특정물
특정물은 구체적인 거래에 있어서 당사자의 의사에 의하여 같은 종류의 다른 물건으로 바꾸지 못하게 한 물건으로서, 다른 물건과 바꿀 수 있게 한 불특정물과 구별된다. 특정물과 불특정물의 구별은 당사자의 의사에 의한 주관적인 물건의 구별로서, 물건의 객관적 성질에 의한 불대체물과 대체물로서의 물건의 구별과 다르다. 대체물은 동종, 동질, 동량의 물건으로 바꾸어도 당사자에게 영향을 주지 않는 물건이며, 이러한 대체성이 없는 물건이 불대체물이다. 특정물을 목적으로 하는 채권은 특정물채권이라 한다.

#### 원물과 과실
과실(果實)이란 원물에서 얻어지는 수익물이다. 과실에는 천연과실(天然果實)과 법정과실(法定果實)이 있다. 천연과실은 토지에서 생산되는 작물이나 식목에서 생산되는 과일, 가축에서 생산되는 우유 등과 같이 물건을 용법에 따라 사용하여 수취하는 산출물이며, 법정과실은 임대차로 인해 발생하는 임료, 소비대차나 소비임치로 인해 발생하는 이자 등과 같이 물건을 대가로서 수취하는 금전이나 기타 물건이다.

### 판례
- 부동산에 부합된 물건이 사실상 분리복구가 불가능하여 거래상 독립한 권리의 객체성을 상실하고 그 부동산과 일체를 이루는 부동산의 구성부분이 된 경우에는 타인이 권원에 의하여 이를 부합시켰더라도 그 물건의 소유권은 부동산의 소유자에게 귀속된다[4]
- 주물의 소유자나 이용자의 상용에 공여되고 있더라도 주물 그 자체의 효용과는 직접 관계없는 물건은 종물이 아니다[5]
- 건물에 대한 저당권의 효력은 그 건물의 소유를 목적으로 하는 지상권에도 미친다고 보아야 할 것이다[6]
- 저당권은 법률에 특별한 규정이 있거나 설정행위에 다른 약정이 있는 경우를 제외하고 그 저당 부동산에 부합된 물건과 종물 이외에까지 그 효력이 미치는 것이 아니므로, 토지에 대한 경매절차에서 그 지상 건물을 토지의 부합물 내지 종물로 보아 경매법원에서 저당 토지와 함께 경매를 진행하고 경락허가를 하였다고 하여 그 건물의 소유권에 변동이 초래될 수 없다.[7]
- 건물을 축조하면서 건물의 사용에 필요한 부대시설인 정화조가 그 건물의 대지에 인접한 다른 필지의 지하에 부속하여 설치되어 있기는 하지만 위 3층건물 화장실의 오수처리를 위하여 위 건물옆 지하에 바로 부속하여 설치되어 있음을 알 수 있어 독립된 물건으로서 종물이라기 보다는 위 3층건물의 구성부분으로 보아야 할 것이다.[8]

## 일본
일본 민법은 "이 법률에서 "물건"이라 함은 유체물을 말한다"고 규정한다. (민법 제85조) 여기서 "유체물"의 해석에 있어서는 학설의 대립이 있다.